# Pannesheide
Pannesheide gehört als ein Ortsteil von Kohlscheid zur Stadt Herzogenrath in der Städteregion Aachen in Nordrhein-Westfalen.

## Lage
Pannesheide liegt direkt an der deutsch-niederländischen Grenze, die dort der Bleyerheider Bach bildet. Im Norden grenzt der Kerkrader Stadtteil Bleijerheide der Niederlande an Pannesheide. Weitere Nachbarortschaften sind im Süden Horbach (das verwaltungsmäßig aber zur Stadt Aachen gehört) und der Stadtteil Kohlscheid, im Nordosten die Ortschaft Straß. Westlich des Ortes befindet sich das Landschaftsschutzgebiet Amstelbach.

## Allgemeines

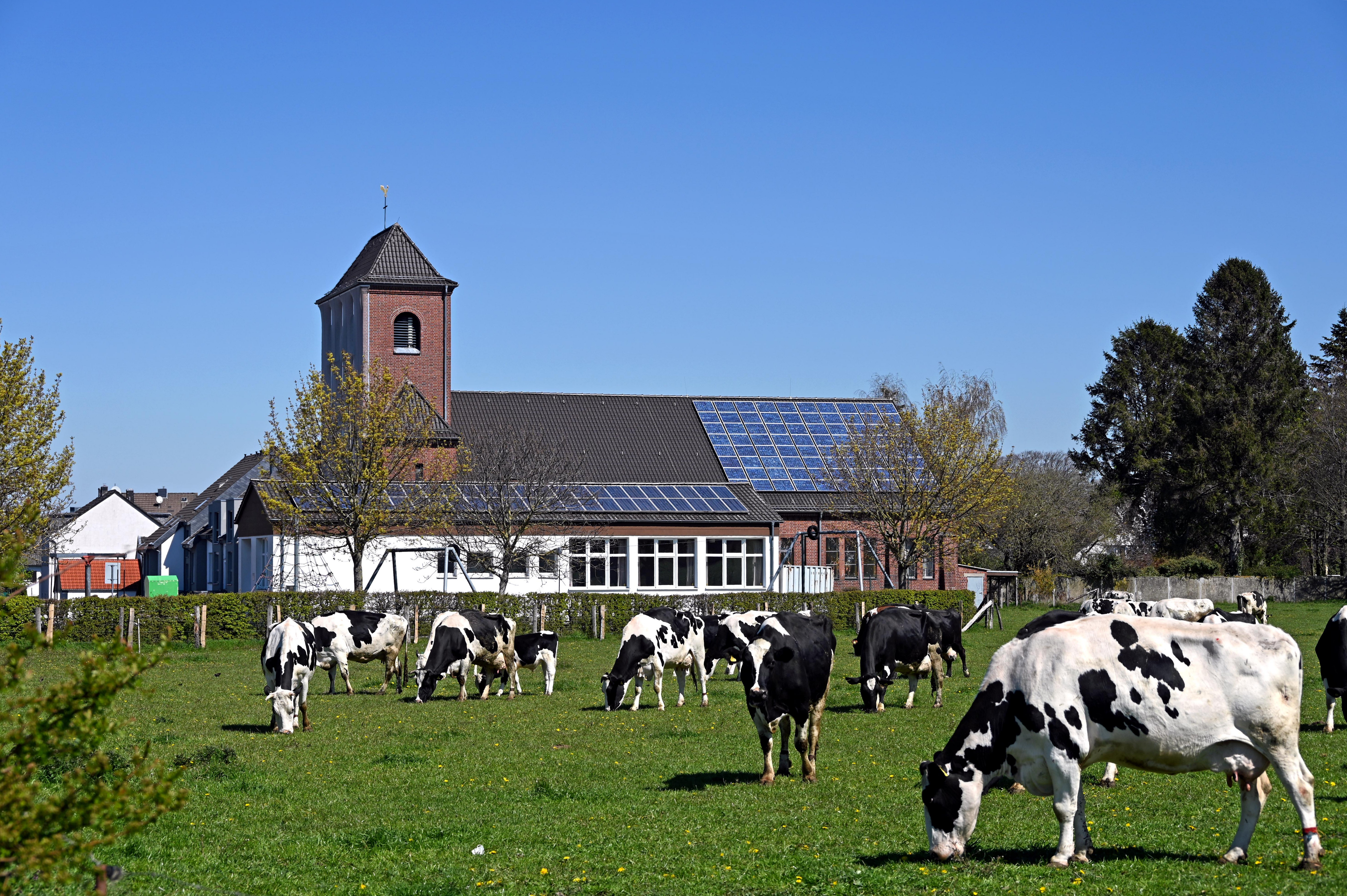
Die Kirche St. Barbara

Pannesheide ist ein ländlich geprägtes Straßendorf. Bis 1908 war es eine selbständige Gemeinde und wurde dann nach Kohlscheid eingemeindet. Im Ort befindet sich eine Grundschule sowie die katholische Kirche St. Barbara, die zwischen 1928 und 1929 erbaut wurde. Eine erste Kapelle entstand um 1600.

## Verkehr
Die AVV-Buslinien 34, 47, 54, X47 und HZ2 der ASEAG verbinden Pannesheide mit Herzogenrath, Kohlscheid sowie Aachen. Zusätzlich verkehrt in den Nächten vor Samstagen sowie Sonn- und Feiertagen die Nachtexpresslinie N3 der ASEAG. Zwischen 1902 und 1960 bediente die Straßenbahn Aachen den Ort, zuletzt mit den Linien 6/16 nach Aachen, Goethestraße.
| Linie | Verlauf |
| ----- | --- |
| 34    | (Kerkrade (NL) – Pannesheide (D)) / Kohlscheid Bf – Kohlscheid Weststr. – (Kohlscheid Markt – ) Rumpen – Berensberg – Grüner Weg – Aachen Bushof – Elisenbrunnen – Theater – Normaluhr – Burtscheid Hauptstr. – Diepenbenden |
| 47    | (Brand –) Hüls – Kaiserplatz – Aachen Bushof – Ponttor – Laurensberg – Richterich – Kohlscheid Weststr. – Pannesheide – Straß – Herzogenrath Bf – Ritzerfeld – Merkstein |
| 54    | Diepenbenden – Burtscheid Hauptstr. – Normaluhr – Theater – Elisenbrunnen – Aachen Bushof – Eurogress – Soers – Berensberg – Rumpen – Kohlscheid Markt – Klinkheide – Pannesheide – Straß – Herzogenrath Bf – Herzogenrath Schulzentrum / Waldfriedhof / (Ritzerfeld – Merkstein – Industriegebiet Boscheler Berg)                                     |
| X47   | Expressbus: Aachen Bushof – Ponttor – Kohlscheid Weststr. – Pannesheide – Straß – Herzogenrath Bf – Ritzerfeld – Merkstein |
| HZ2   | Bardenberg Krankenhaus – Wilhelmstein – Wurmtal – Kohlscheid Markt – Weststraße – Kohlscheid Bf – Amstelbachtal – Bank – Pannesheide |
| N3    | Nachtexpress: nur in den Nächten vor Samstagen sowie Sonn- und Feiertagen Elisenbrunnen – Aachen Bushof (→ Ludwig Forum → Haaren → Verlautenheide → Würselen → Morsbach → Bardenberg → / ← Eurogress ← Berensberg ← Rumpen ← Kohlscheid Markt ← Klinkheide ← Pannesheide ← Straß ←) Herzogenrath Bf – Ritzerfeld – Merkstein (← Boscheln ← Holthausen) |